# 明かりの灯る方へ
「明かりの灯る方へ」（あかりのともるほうへ）は、2006年3月22日に発売された松たか子の19枚目のシングル。

## 解説
「未来になる」以来、1年ぶりのシングル。スキマスイッチが楽曲プロデュースを手掛けた。ミュージック・ビデオには当時6歳の大橋のぞみが出演している。

## メディアでの披露
『COUNT DOWN TV』（TBS系）、『ミュージックステーション』（テレビ朝日系）、『ミュージックフェア』（フジテレビ系）と多くの音楽番組で披露された。特に、『ミュージックフェア』ではスキマスイッチとの共演歌唱が実現した。

## タイアップ
TBSテレビ系『恋するハニカミ!』エンディング・テーマ。

## 収録曲
1. 明かりの灯る方へ
  - 作詞・作曲:スキマスイッチ　編曲:常田真太郎
2. 山手駅
  - 作詞・作曲:NEMO　編曲:森俊之
3. 明かりの灯る方へ（Instrumental）